# Max Kriegelstein von Sternfeld
Max Kriegelstein von Sternfeld (3. června 1876 Cheb – 4. června 1960 Sarlhusen) byl rakouský právník a politik německé národnosti z Čech, poslanec Českého zemského sněmu, v meziválečném období funkcionář Svazu Němců v Čechách, po druhé světové válce žil v severním Německu.

## Biografie
Vystudoval práva na Univerzitě v Innsbrucku. Během studií působil jako stenograf u Tyrolského zemského sněmu. Od roku 1906 byl činný jako advokát v České Lípě, kde byl členem městské rady a policejním referentem.
Zapojil se i do vysoké politiky. V doplňovacích zemských volbách v červenci 1910 byl (místo Josefa Markerta) zvolen na Český zemský sněm, kde zastupoval kurii městskou, obvod Česká Lípa. Politicky patřil k Německé radikální straně.
Z politického života se stáhl po roce 1918, ale zastával post předsedy Svazu Němců v Čechách. Podle jiného zdroje byl roku 1934 předsedou smírčího výboru této německé organizace (uváděn jako advokát JUDr. Max Kriegelstein-Sternfeld z České Lípy).
Po roce 1945 byl vysídlen do americké okupační zóny Německa. Pracoval jako advokát v Kielu, pak ve městě Kellinghusen. Na penzi bydlel v Sarlhusenu.